# Speed of Sound (lied)
Speed of Sound is de eerste single van het album X&Y van de Britse rockgroep Coldplay. Het nummer werd voor het eerst gedraaid op BBC Radio 1 op 18 april 2005.
Het nummer lijkt qua piano erg op Clocks. Het is geïnspireerd op Running Up That Hill van Kate Bush.

## Versies
Versies van de single en de inhoud.

### cd-single
1. "Speed of Sound" - 4:47
2. "Things I Don't Understand" - 4:55
3. "Proof" - 4:11

### cd-single 2
1. "Speed of Sound" - 4:47
2. "Things I Don't Understand" - 4:55

### Britse Gelimiteerde Editie 10" Vinyl
1. "Speed of Sound" - 4:47
2. "Things I Don't Understand" - 4:55
3. "Proof" - 4:11

### Britse 7" Vinyl
1. "Speed of Sound" - 4:47
2. "Things I Don't Understand" - 4:55

### Britse Promo cd-single
1. "Speed of Sound" (Albumversie) - 4:49

### Amerikaanse Promo cd-single
1. "Speed of Sound" (Radio edit) - 4:26
2. "Speed of Sound" (Albumversie) - 4:49

### Japanse cd-single
1. "Speed of Sound" - 4:47
2. "Things I Don't Understand" - 4:55
3. "Proof" - 4:11

### Mexicaanse Promo cd-single
1. "Speed of Sound" (Albumversie) - 4:49

### Braziliaanse Promo cd-single
1. "Speed of Sound" (Radio edit) - 4:26

## Video
De video voor Speed of Sound is opgenomen in Los Angeles op 22 en 23 april 2005. Achter de band staan grote ledpanelen. De regisseur van de video, Mark Romanek heeft ook video's gemaakt voor Johnny Cash en Jay-Z.

## Prijzen en nominaties

### Prijzen
- 2005 MTV Europe Music Awards - Best Song
- 2006 Brit Awards - Beste Britse single

### Nominaties
- 2005 MTV Video Music Awards - Video van het jaar
- 2005 MTV Video Music Awards - Beste Speciale effecten
- 2005 MTV Video Music Awards - Best Editing
- 2005 MTV Video Music Awards - Beste Cinematografie
- 2006 Grammy Awards - Beste Rocknummer
- 2006 Grammy Awards - Beste Rockprestatie van een Duo of Groep met Zang.

## NPO Radio 2 Top 2000
| Nummer met noteringen in de NPO Radio 2 Top 2000 | '06  | '07 | '08  | '09 | '10 | '11 | '12 | '13 | '14 | '15 | '16  | '17  | '18  | '19  | '20  | '21  | '22  | '23  | '24  |
| ------------------------------------------------ | ---- | --- | ---- | --- | --- | --- | --- | --- | --- | --- | ---- | ---- | ---- | ---- | ---- | ---- | ---- | ---- | ---- |
| Speed of Sound                                   | 1216 | 334 | 1140 | 542 | 636 | 591 | 737 | 704 | 826 | 910 | 1069 | 1197 | 1121 | 1242 | 1397 | 1561 | 1316 | 1420 | 1126 |

1. ↑  Een vetgedrukt getal geeft de hoogste notering aan.
2. ↑  2006 was het eerste jaar met een notering voor dit nummer.

## Trivia
- Coldplay speelde het nummer voor het eerst in Londen in maart 2005.
- Tijdens het spelen van "Speed of Sound" op het Glastonbury Festival in 2005 zei leadzanger en pianist Chris Martin :"Crazy Frog, where are you now?" ("Crazy Frog, waar ben je nu?"). Dit sloeg op het feit dat Crazy Frog de eerste positie had ingenomen op de Engelse hitlijsten (waardoor Speed of Sound op de tweede positie terechtkwam).
- "Speed of Sound" was het 1.000.000.000e nummer dat werd gedownload in de iTunes online muziekwinkel.
- Er is ook een ander nummer dat Speed of Sound heet, geschreven door Chris Bell. Pearl Jam heeft eveneens een track met deze titel.